# 蒙蒂奥雷比
蒙蒂奥雷比是巴西帕拉伊巴州的一个市镇。总面积116.172平方公里，总人口4156人，人口密度35.8人/平方公里。